# Troy Caupain
Troy Caupain, né le 29 novembre 1995 à New York dans l'État de New York, est un joueur américain de basket-ball. Il évolue au poste de meneur.

## Biographie
Au mois de juillet 2020, Caupain s'engage pour une saison au Ratiopharm Ulm en première division allemande.
Fin juin 2021, il rejoint le Darüşşafaka, club de première division turque.
En février 2025, Caupain signe à la SIG Strasbourg, club de première division française, jusqu'à la fin de la saison 2024-2025.

## Palmarès
- First-Team All-AAC 2016
- Second-Team All-AAC 2017